# Estação Cristóbal Colón
A Estação Cristóbal Colón é uma das estações do Metrô de Santiago, situada em Santiago, entre a Estação Tobalaba e a Estação Francisco Bilbao. Faz parte da Linha 4.
Foi inaugurada em 30 de novembro de 2005. Localiza-se no cruzamento da Avenida Eliodoro Yáñez com a Avenida Tobalaba. Atende as comunas de Las Condes e Providencia.